# Eliza Pollock
Pour les articles homonymes, voir Pollock.
Lida Peyton "Eliza" Pollock, née le 24 octobre 1840 à Hamilton et morte le 25 mai 1919 à Wyoming, est une archère américaine.

## Biographie
Aux Jeux olympiques d'été de 1904 se tenant à Saint-Louis, Eliza Pollock est sacrée championne olympique par équipe avec les Cincinnati Archers. Elle remporte aussi deux médailles de bronze, en double columbia round et en double national round.